# Sandtidsdatabehandling
Indenfor datalogi beskriver sandtidsdatabehandling (eng. real-time computing forkortet RTC) hardwaresystemer og softwaresystemer underkastet en "sandtidsbegrænsning", fx fra hændelse til en systemresponse. 
Sandtidsprogrammer skal garantere response indenfor en specificeret tidsbegrænsning. 
Korrektheden af disse typer af systemer afhænger af tidsmæssige aspekter såvel som der funktionelle aspekter. Sandtid responser forstås ofte at være i størrelsen millisekunder - og nogle gange mikrosekunder. Et system som ikke er specificeret som at arbejde i sandtid kan ikke garantere en response indenfor en given tidsramme, selvom typiske eller forventede responsetider kan være opgivne.